# كيث كينيدي
كيث كينيدي (بالإنجليزية: Keith Kennedy)‏ (5 مارس 1952 سندرلاند المملكة المتحدة - ) هو لاعب كرة قدم بريطاني يلعب كمدافع.